# 楊榮 (明朝宦官)
楊榮（？年—1606年），明朝宦官，万历时期的矿税太监。

## 生平
万历二十七年（1599年）楊榮妄称阿瓦、猛密愿意内属，当地有宝井，一年可以增加收入数十万，奉派云南采矿并监税收。胡作非为，杖死百姓数千人。又请诏丽江土知府木增献地听开采，巡按御史宋兴祖言：“太祖令木氏世守兹土，限石门以绝西域，守铁桥以断土蕃，奈何自撤藩蔽，生远人心！”万历三十四年（1606年）激起云南民变，百姓恨他入骨，烧税厂，杀委官。他陷害指挥使樊高明，指挥贺世勋、韩光大率领冤民一万人焚烧他的宅第，将他杀死。杨荣被杀后焚尸。